# ザ・ネプチューンズ
ザ・ネプチューンズ（英語: The Neptunes）は、アメリカ合衆国の音楽プロデュースグループ。ファレル・ウイリアムスとチャド・ヒューゴの2人によるプロデューサーチームで、主にヒップホップ、R&B、ポップ系の楽曲を制作している。「ネプチューンズ・サウンド」と呼ばれる独特の音楽性で知られており、特に1990年代後半から2000年代前半にかけて多くのヒット曲を生み出した。2人は音楽グループN*E*R*Dとしての活動のほか、それぞれソロアーティストとしても活躍している。

## 略歴
ファレルは地元のスタジオに出入りしていた頃ニュージャックスウィングの大御所テディー・ライリーの目にとまり、プロデュースのいろはを学んだ。1990年代に入ると、少年の頃から友人だったチャド・ヒューゴと共にプロデューサーグループであるザ・ネプチューンズを結成する。1997年、ネプチューンズはN.O.R.E.の「スーパーサグ（Superthug）」をプロデュースし、全米チャートBillboard Hot 100の36位に送り込んだ。この曲の独特の音楽性は「ネプチューンズ・サウンド」と呼ばれ2人は世界から注目を浴びるようになる。その後ネプチューンズ・サウンドはヒップホップシーンを席巻、多くのヒット曲を生み出し1990年代末から2000年代初頭にかけてポップミュージックの世界を一変させる。
2001年、ネプチューンズがプロデュースしたブリトニー・スピアーズの「アイム・ア・スレイヴ・フォー・ユー」が世界各国で好調なセールスを記録し、ネプチューンズにとって初めての世界的ヒット曲となる。同年、ネプチューンズの2人に友人のシェルドン・ヘイリー（Shay Haley）を加えた音楽グループN*E*R*Dを結成し、1stアルバム『イン・サーチ・オブ（In Search Of）』をリリースする。
2002年、ネプチューンズがプロデュースしたネリーの「ホット・イン・ヒア feat. ダニ・スティーヴンソン」が全米1位を記録する。
2003年、ザ・ネプチューンズ名義のアルバム『The Neptunes Present... Clones』をリリース、全米1位を記録する。
2004年、ネプチューンズは第46回グラミー賞で最優秀プロデューサー賞（ノンクラシカル）と最優秀ポップ・ボーカル・アルバム賞（ジャスティン・ティンバーレイク『Justified』）を受賞する。同年、N*E*R*Dは2ndアルバム『フライ・オア・ダイ』をリリース。その後ヴァージン・レコードと契約で揉め、翌年事実上の活動停止となる。5月にはネプチューンズがプロデュースしたGwen Stefaniの「ホラバック・ガール」が4週連続全米1位を記録する。12月にはネプチューンズがプロデュース、ファレルがフィーチャード・アーティストとして参加したスヌープ・ドッグの「ドロップ・イット・ライク・イッツ・ホット」が3週連続全米1位を記録する。
2005年、ファレルがソロ名義でシングル「キャン・アイ・ハヴ・イット・ライク・ザット feat. グウェン・ステファニー」をリリース。
2006年、ファレルがソロ・アルバム『イン・マイ・マインド』をリリースする。7月にはネプチューンズがプロデュース、ファレルがフィーチャード・アーティストとして参加したLudacrisの「マネー・メイカー」が全米1位を記録する。
2007年、第49回グラミー賞で最優秀ラップ楽曲賞（リュダクリス「マネー・メイカー\」）を受賞する。
2008年、N*E*R*Dとして3rdアルバム『Seeing Sounds』をリリース。
2010年、N*E*R*Dとして4thアルバム『Nothing』をリリース。
2013年、ファレルがヴォーカル、作曲、プロデュースで参加したロビン・シックの『ブラード・ラインズ〜今夜はヘイ・ヘイ・ヘイ♪』が12週連続全米1位を記録、14ヶ国で1位になるなど世界的ヒット曲となる。また、同じくファレルがヴォーカルとして参加したダフト・パンクの楽曲『ゲット・ラッキー（Get Lucky）』は32ヶ国でトップ10入りを果たすなど世界規模のヒットを記録する。
2014年、ファレルが第56回グラミー賞で最優秀プロデューサー賞ほか、計4部門で受賞を果たした。3月、ファレルは2枚目のソロ・アルバム『ガール』を発表する。リードシングル「ハッピー」は10週連続全米1位、22ヶ国で1位を記録した。

## 音楽性
ネプチューンズの音は非常に特徴的な（しばしば模倣される）種類の調子が悪い、余分なものがないエレクトロ・ファンクである。ティンバランドとドクター・ドレーと共に、90年代後半から2000年代にかけてパーカッションと木管音楽を含む中東、アジアの音楽とSFのスタイルを紹介し、ヒップホップの主流を作り上げた。

## ディスコグラフィ

### アルバム
- 『クローンズ』 - Clones （2003年）

### シングル
- 『フロンティン』 - Frontin' feat. Jay Z （2003年）
- 『ライト・ユア・ アス・オン・ファイアー』 - Light Your Ass on Fire feat. Busta Rhymes （2003年）
- 『イット・ブロウズ・マイ・マインド』 - It Blows My Mind feat. Snoop Dogg （2003年）
- 『ホット・ダム』 - Hot Damn feat. Clipse （2003年）

## 主なプロデュース作品
ザ・ネプチューンズのプロダクション参加作品一覧は英語版「en:The Neptunes production discography」を参照

ファレル・ウィリアムス単独でのプロダクション参加作品一覧は英語版「en:Pharrell Williams production discography」を参照

以下はセールスまたは批評的に成功した作品からの抜粋
- ユーズ・ユア・ハート - Use Your Heart / SWV （1996年）
- ルッキン・アット・ミー - Lookin' At Me / Ma$e feat. P. Diddy （1997年）
- スーパーサグ - Superthug / N.O.R.E. （1998年）
- コート・アウト・ゼア - Caught out There / Kelis （1999年)
- シェイク・ヤ・アス - Shake Ya Ass / Mystikal feat. Pharrell （2000年）
- デンジャー (ビーン・ソー・ロング) - Danger (Been So Long) / Mystikal feat. Nivea （2000年）
- アイ ジャスト ワナ ラブ ユー (ギブ イット トゥー ミー) - I Just Wanna Love U (Give It 2 Me) / Jay Z feat. Pharrell （2000年）
- サザン・ホスピタリティ - Southern Hospitality / Ludacris feat. Pharrell （2000年）
- アイム・ア・スレイヴ・フォー・ユー - I'm a Slave 4 U / Britney Spears （2001年）
- バウンシン・バック - Bouncin' Back (Bumpin' Me Against the Wall) / Mystikal （2001年）
- ガールフレンド (ザ・ネプチューンズ リミックス) - Girlfriend (The Neptunes Remix) / 'N Sync feat. Nelly （2001年）
- ヘラ･グッド - Hella Good / No Doubt （2001年）
- ユー・ドント・ハフ・トゥ・コール - U Don't Have To Call / Usher （2001年）
- フィール・イット・ボーイ - Feel It Boy / Beenie Man feat. Janet Jackson （2002年）
- パス・ザ・クルボワジェ Part II - Pass the Courvoisier, Part II / Busta Rhymes feat. P. Diddy and Pharrell （2002年）
- ウェン･ザ･ラスト･タイム - When the Last Time / Clipse feat. Kelis and Pharrell （2002年）
- グラインディン - Grindin' / Clipse （2002年）
- ライク・アイ・ラヴ・ユー - Like I Love You / Justin Timberlake feat. Clipse （2002年）
- ロック・ユア・ボディ - Rock Your Body / Justin Timberlake feat. Vanessa Marquez （2002年）
- セニョリータ - Señorita / Justin Timberlake （2002年）
- ラヴ・ユー・ベター - Luv U Better / LL Cool J feat. Marc Dorsey （2002年）
- ホット・イン・ヒア - Hot In Herre / Nelly feat. Dani Stevenson （2002年）
- ナッシン - Nothin' / N.O.R.E. feat. Pharrell （2002年）
- ミルクシェイク - Milkshake / Kelis （2003年)
- ビューティフル - Beautiful / Snoop Dogg feat. Pharrell and Charlie Wilson （2003年）
- エクスキューズ・ミー・ミス - Excuse Me Miss / Jay Z feat. Pharrell （2003年）
- チェンジ・クローズ - Change Clothes / Jay Z feat. Pharrell （2003年）
- ホラバック・ガール - Hollaback Girl / Gwen Stefani （2004年）
- フラップ・ユア・ウイングス - Flap Your Wings / Nelly （2004年）
- ドロップ・イット・ライク・イッツ・ホット - Drop It Like It's Hot / Snoop Dogg feat. Pharrell （2004年）
- ウィンド・ イット・アップ - Wind It Up / Gwen Stefani （2006年）
- マネー・メイカー - Money Maker / Ludacris feat. Pharrell （2006年）
- ギヴ・イット・トゥ・ミー - Give It 2 Me / Madonna feat. Pharrell （2008年）